# ماكسيميلان زاور
ماكسيميلان زاور (بالألمانية: Maximilian Sauer)‏ (15 مايو 1994 بزالتسغيتر في ألمانيا - ) هو لاعب كرة قدم ألماني في مركز الدفاع. لعب مع آينتراخت براونشفايغ وEintracht Braunschweig II ‏ ونادي هسن كاسل.

## روابط خارجية
- ماكسيميلان ساوير على موقع قاعدة بيانات كرة القدم.إي يو (الإنجليزية)
- ماكسيميلان ساوير على موقع Soccerway.com (الإنجليزية)
- ماكسيميلان ساوير على موقع عالم كرة القدم.نت (الإنجليزية)